# بنیک بژیکیان
بنیک پوغوسی بژیکیان (ارمنی: Բենիկ Պողոսի Բժիկյան؛  زادهٔ ۱۸ آوریل ۱۹۰۰ - درگذشته ۶ اوت ۱۹۷۷) بازیگر و کارگردان اهل ارمنستان بود. وی بین سال‌های ۱۹۲۰ تا - میلادی فعالیت می‌کرد.

## زندگی‌نامه
وی در ۱ مه [سبک قدیمی: ۱۸ آوریل] ۱۹۰۰ در قارص به دنیا آمد . وی برادر بزرگتر فردیناند بژیکیان (بازیگر و کارگردان) بود. وی همچنین برنده جوایزی همچون هنرمند مردمی ارمنستان شوروی (۱۹۵۶) شد. وی در ۶ اوت ۱۹۷۷ در سن سالگی در ایروان درگذشت.

## یادداشت
1. ↑  Վարսենիկ Գասպարի Չուբարյան